# Dienstbode

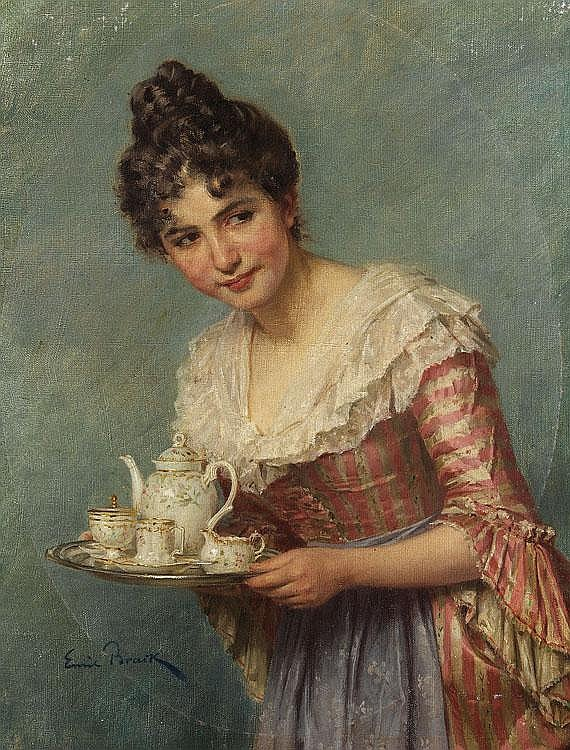
Eind-19-eeuwse dienstbode (Emil Brack).

Een dienstbode is iemand die in loondienst huishoudelijk werk verricht. Vroeger ging het meestal om een jonge, ongehuwde vrouw, die ook dienstmeisje genoemd werd.

## Benamingen
Een dienstbode kan zowel van het mannelijke als van het vrouwelijke geslacht zijn. De woordenlijst van De Vries en Te Winkel geeft in 1914 nog als geslachtsaanduiding: 'M. en V.'. De inleiding tot die lijst zegt ook dat het "[woord]geslacht afhangt van de kunne van het wezen, dat zij op het oogenblik aanduiden". Taalpuristen gebruikten dienstbode als synoniem van butler.
Voor de vrouwelijke personen waren ook andere namen in gebruik. Aan het begin van de twintigste eeuw kon nog van meid of dienstmeid worden gesproken; een bekende dichtregel van J.A. dèr Mouw uit 1919 luidt: ’k ben Brahman. Maar we zitten zonder meid. Deze benaming, die thans verouderd is, was indertijd geenszins negatief van klank.
Nog ouder is dienstmaagd, dat in modern Nederlands een plechtstatige klank heeft gekregen. Het woord dienstmaagd is ook gekend uit het Evangelie van Lucas en het Angelus: Zie de Dienstmaagd des Heren, Mij geschiede naar Uw woord. Het werd met name gebruikt om de huishoudster van een pastoor mee aan te duiden. Zij hield zich vooral bezig met de huishoudelijke taken van en in de pastorie (in de kerk voerde de koster de meeste huishoudelijke taken uit, maar zij kon hem hierin wel assisteren met bijvoorbeeld schoonmaak werkzaamheden). Ook vergezelde zij vaak de pastoor bij het boodschappen doen. 
In België is de officiële benaming huispersoneel, waarvoor een speciaal statuut bestaat bij de Rijksdienst voor Sociale Zekerheid.

## Dienstbodes in Nederland

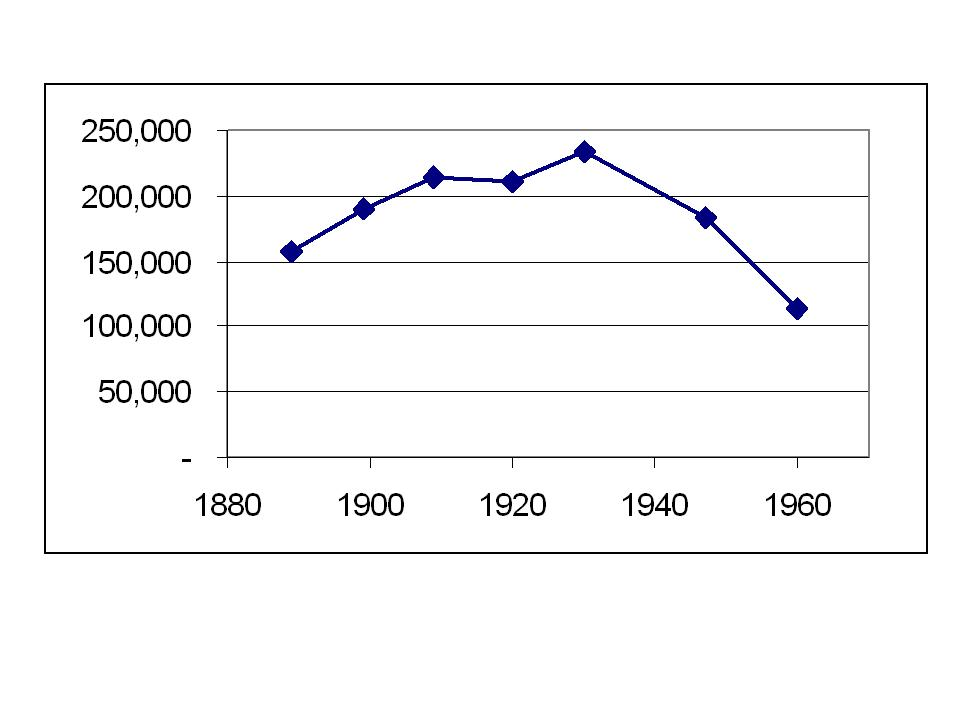
Vrouwelijk huishoudelijk personeel in Nederland

In de eerste helft van de twintigste eeuw was een groot deel van de vrouwelijke beroepsbevolking in Nederland werkzaam als dienstbode (zie grafiek). Men onderscheidde de inwonende dienstbode, die behalve kost en inwoning een klein loon kreeg en het dagmeisje, dat alleen overdag kwam. Voor de arbeidsvoorwaarden van dienstboden bestonden ongeschreven regels, die gedeeltelijk zijn opgetekend door Amy Groskamp-ten Have. Volgens deze regels had de dienstbode bijvoorbeeld recht op fooien van gasten van haar werkgever. Deze fooien waren voor die tijd relatief hoog, bijvoorbeeld een gulden van een gast bij een diner. Door toenemende beroepsmogelijkheden in andere sectoren nam het aanbod van dienstboden gaandeweg af, waardoor tussen 1920 en 1940 veel Duitse dienstmeisjes werden aangenomen en deftige dames spraken over het dienstbodenprobleem. Na 1950 nam door de mechanisatie van het huishouden en de sterk stijgende lonen en belastingen ook de vraag af, waardoor het beroep van dienstbode in Nederland vrijwel is uitgestorven.

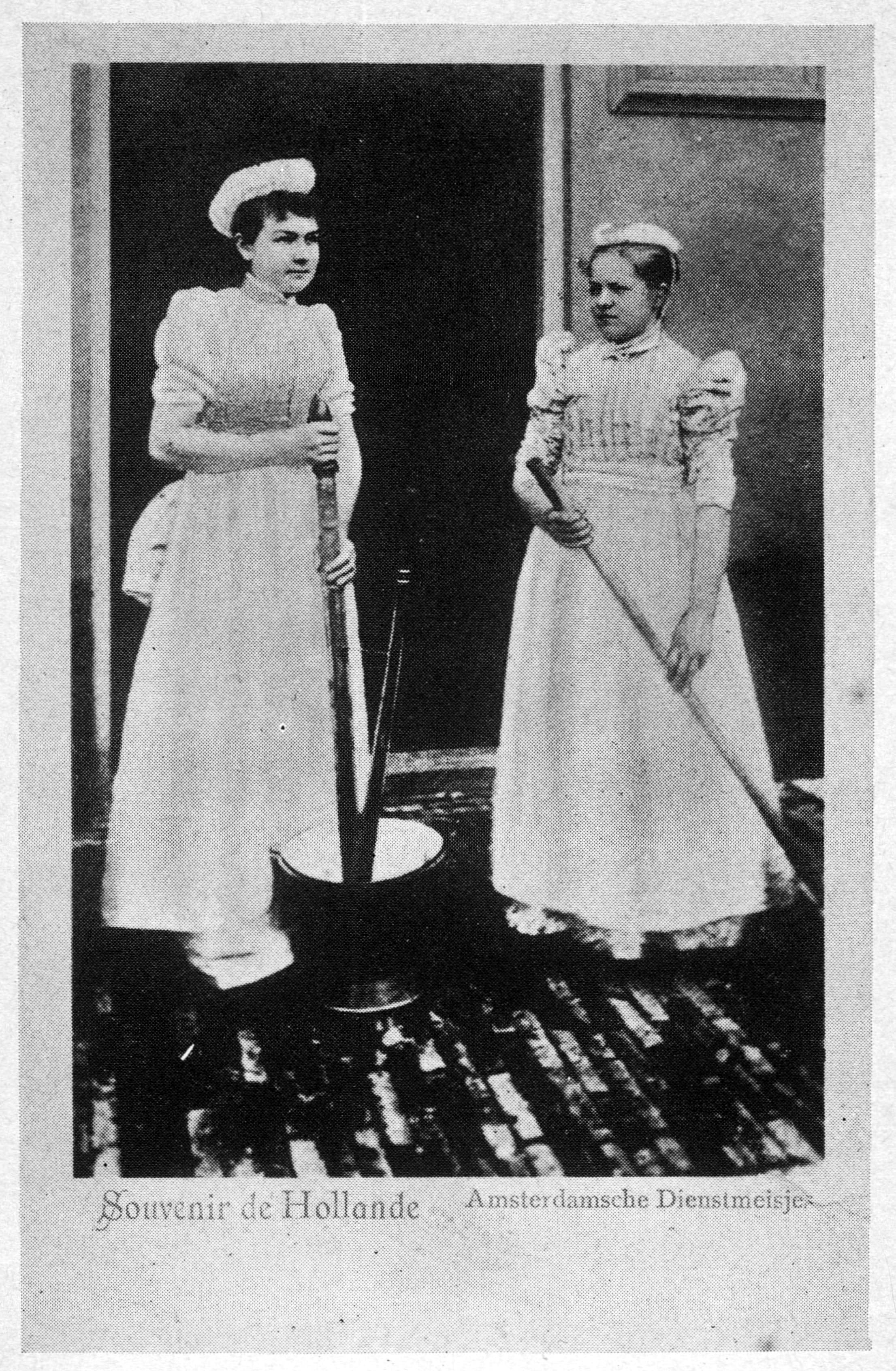
Ansichtkaart van Amsterdamse dienstmeisjes gefotografeerd tussen 1900 en 1914.
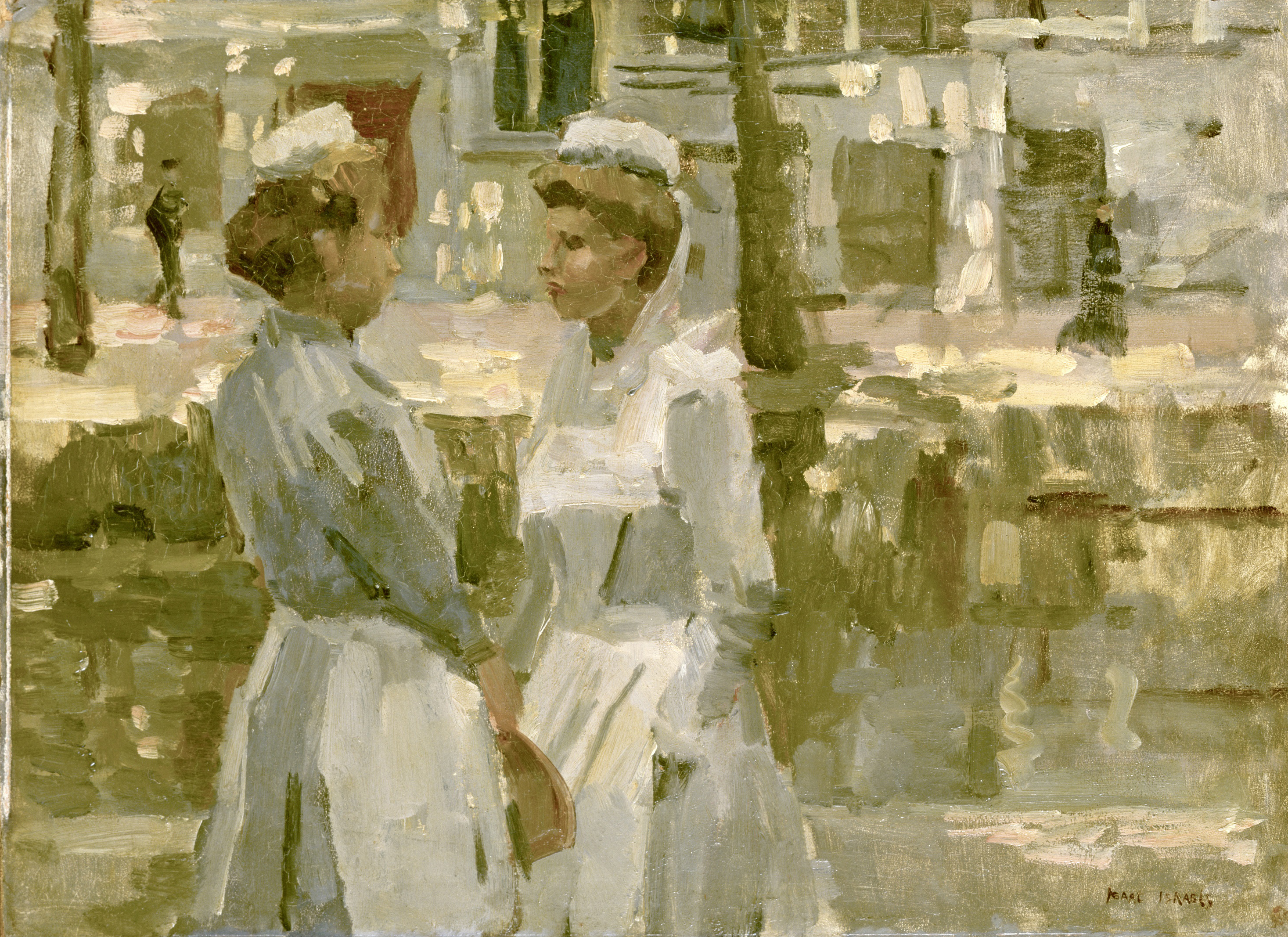
Amsterdamse dienstmeisjes van Isaac Israëls (ca. 1890-1900).
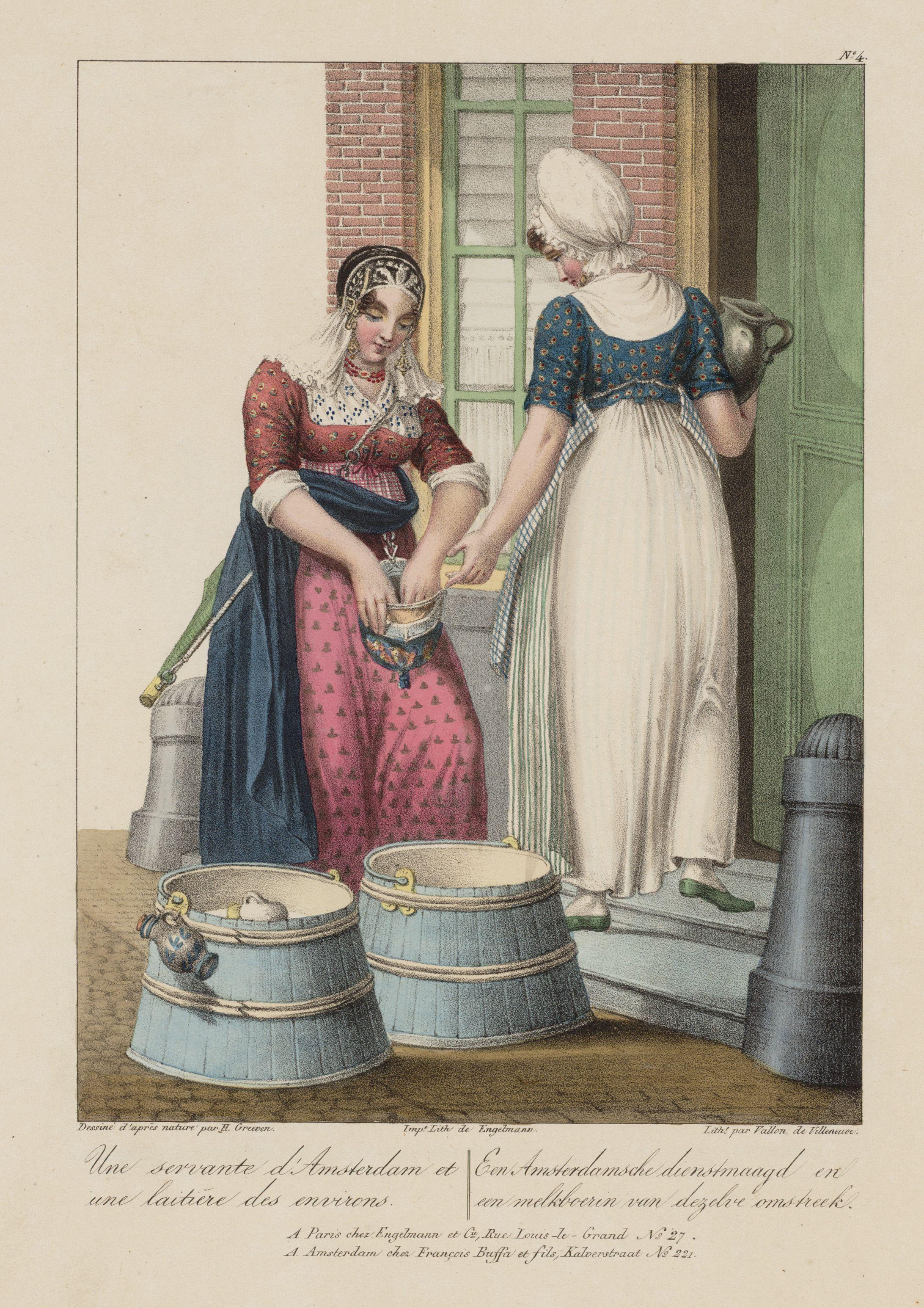
Een Amsterdams dienstmeisje en een melkmeisje (litho uit 1828).
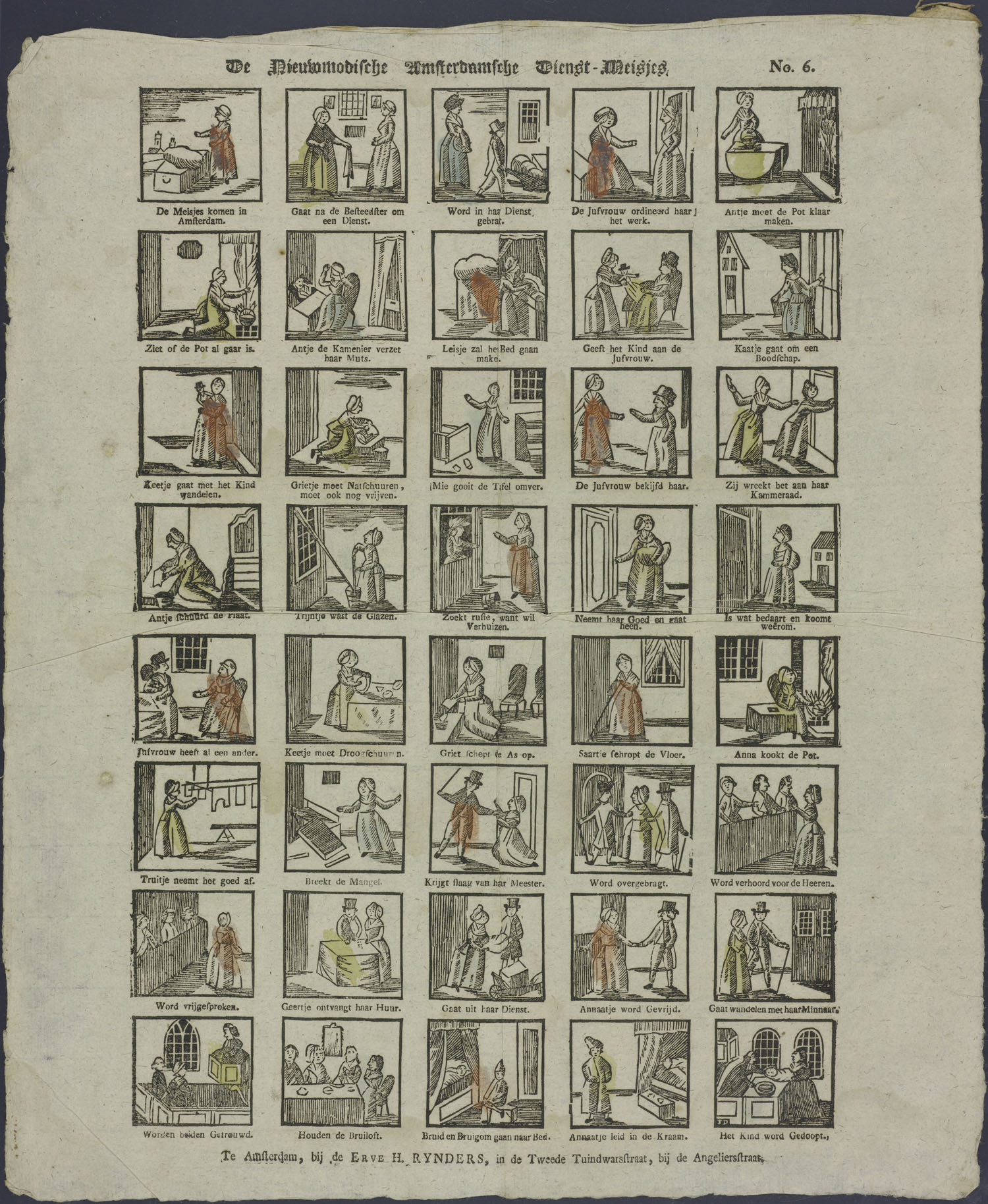
Verschillende werkzaamheden en belevenissen van dienstmeisjes op een centsprent (ca. 1840).